# Jack Thompson (activista)
John Bruce "Jack" Thompson (Cleveland, Ohio, Estados Unidos, 25 de julio 1951) es un ex abogado radicado en Coral Gables, Florida. Thompson es conocido por ser un activista anti-videojuegos, en especial aquellos que contienen violencia o sexo. Durante su tiempo como abogado, Thompson enfocó sus esfuerzos legales contra lo que él percibe como obscenidad en la cultura moderna. Esto incluía música rap, transmisiones "shock jock" de Howard Stern, el contenido de los juegos de computadora y sus supuestos efectos en los niños. El activismo de Thompson también estuvo enfocado contra la compañía Rockstar, productora de la saga de videojuegos Grand Theft Auto, Manhunt y Bully.[cita requerida]
También es conocido por sus presentaciones inusuales en el Colegio de Abogados de Florida, incluido el desafío a la constitucionalidad del propio Colegio de Abogados de Florida en 1993. Más tarde, la Corte Suprema de Florida describió sus presentaciones como "repetitivas, frívolas e insultantes a la integridad de la corte". El 20 de marzo de 2008, la Corte Suprema de la Florida impuso sanciones a Thompson, requiriendo que cualquiera de sus presentaciones futuras ante la corte sea firmada por un miembro del Colegio de Abogados de Florida que no sea él mismo. En julio de 2008, Thompson fue rechazado permanentemente por la Corte Suprema de Florida por conducta inapropiada, incluyendo declaraciones falsas ante tribunales y litigantes humillantes y despreciativos.